# Los Angeles Lakers 2015-2016
La stagione 2015-16 dei Los Angeles Lakers fu la 70ª per la franchigia, la 67ª nella National Basketball Association (NBA), e la 56ª  a Los Angeles.
I Lakers provenivano dalla peggiore stagione nella storia della franchigia. Jordan Hill, Jeremy Lin, Wesley Johnson, Wayne Ellington, Carlos Boozer, Ronnie Price e Ed Davis vennero ceduti. I Lakers ottennero al draft D'Angelo Russell, Larry Nance Jr. e Anthony Brown nel Draft NBA 2015. In seguito, i Lakers ottennero il centro ex Pacers Roy Hibbert e firmarono il sesto uomo dell'anno, Lou Williams, e Brandon Bass. Fu la stagione finale nella NBA per Kobe Bryant, che annunciò il ritiro a campionato in corso.
I Los Angeles Lakes arrivarono quinti nella Pacific Division della Western Conference con un record di 17-65, non qualificandosi per i play-off.
Il 25 aprile 2016, l'allenatore Byron Scott venne licenziato dopo due stagioni alla guida della squadra. 

## Draft
| Round | Scelta | Giocatore        | Ruolo | Nazionalità | College    |
| 1     | 2      | D'Angelo Russell | PG    | Stati Uniti | Ohio State |
| 1     | 27     | Larry Nance, Jr. | PF    | Stati Uniti | Wyoming    |
| 2     | 34     | Anthony Brown    | SF    | Stati Uniti | Stanford   |

## Roster
| N° | Naz.                   | Ruolo | Sportivo           | Anno | Alt. | Peso \|\| |
| -- | ---------------------- | ----- | ------------------ | ---- | ---- | --------- |
| 0  | Stati Uniti (bandiera) | AP    | Nick Young         | 1985 | 201  | 95        |
| 1  | Stati Uniti (bandiera) | P     | D'Angelo Russell   | 1996 | 196  | 86        |
| 2  | Stati Uniti (bandiera) | AG    | Brandon Bass       | 1985 | 203  | 113       |
| 3  | Stati Uniti (bandiera) | AP    | Anthony Brown      | 1992 | 201  | 98        |
| 4  | Stati Uniti (bandiera) | AG    | Ryan Kelly         | 1991 | 211  | 104       |
| 6  | Stati Uniti (bandiera) | P     | Jordan Clarkson    | 1992 | 196  | 84        |
| 7  | Stati Uniti (bandiera) | AG    | Larry Nance        | 1993 | 206  | 107       |
| 9  | Brasile (bandiera)     | P     | Marcelinho Huertas | 1983 | 191  | 84        |
| 17 | Stati Uniti (bandiera) | C     | Roy Hibbert        | 1986 | 218  | 132       |
| 23 | Stati Uniti (bandiera) | P     | Lou Williams       | 1986 | 185  | 79        |
| 24 | Stati Uniti (bandiera) | AP    | Kobe Bryant        | 1978 | 198  | 93        |
| 28 | Stati Uniti (bandiera) | C     | Tarik Black        | 1991 | 206  | 117       |
| 30 | Stati Uniti (bandiera) | AG    | Julius Randle      | 1994 | 206  | 113       |
| 37 | Stati Uniti (bandiera) | AP    | Metta World Peace  | 1979 | 206  | 113       |
| 50 | Canada (bandiera)      | C     | Robert Sacre       | 1989 | 213  | 118       |

### Staff tecnico
- Allenatore: Byron Scott
- Vice-allenatori: Jim Eyen, Mark Madsen, Paul Pressey
- Vice-allenatore/scout: Clay Moser
- Vice-allenatore per lo sviluppo dei giocatori: Larry Lewis, Tracy Murray
- Preparatore atletico: Gary Vitti

## Classifica

### Division
Pacific Division
|    | Classifica       | V  | P  | %    |
| -- | ---------------- | -- | -- | ---- |
| 1. | G.S. Warriors    | 73 | 9  | 89,0 |
| 2. | L.A. Clippers    | 53 | 29 | 64,6 |
| 3. | Sacramento Kings | 33 | 49 | 40,2 |
| 4. | Phoenix Suns     | 23 | 59 | 28,0 |
| 5. | L.A. Lakers      | 17 | 65 | 20,7 |

### Conference

#### Western Conference
|     | Classifica          | V  | P  | %    |
| --- | ------------------- | -- | -- | ---- |
| 1.  | G.S. Warriors       | 73 | 9  | 89,0 |
| 2.  | San Antonio Spurs   | 67 | 15 | 81,7 |
| 3.  | Oklahoma Thunder    | 55 | 27 | 67,1 |
| 4.  | L.A. Clippers       | 53 | 29 | 64,6 |
| 5.  | Portland T. Blazers | 44 | 38 | 53,7 |
| 6.  | Dallas Mavericks    | 42 | 40 | 51,2 |
| 7.  | Memphis Grizzlies   | 42 | 40 | 51,2 |
| 8.  | Houston Rockets     | 41 | 41 | 50,0 |
| 9.  | Utah Jazz           | 40 | 42 | 48,8 |
| 10. | Sacramento Kings    | 33 | 49 | 40,2 |
| 11. | Denver Nuggets      | 33 | 49 | 40,2 |
| 12. | N.O. Pelicans       | 30 | 52 | 36,6 |
| 13. | Minnesota T'wolves  | 29 | 53 | 35,4 |
| 14. | Phoenix Suns        | 23 | 59 | 28,0 |
| 15. | L.A. Lakers         | 17 | 65 | 20,7 |

## Trasferimenti

### Trades
| Giugno 9, 2015 | Los Angeles Lakers Roy Hibbert | Indiana Pacers 2019 Secondo Round Draft Pick |

### Free agent

#### Acquisti
| Giocatore         | Contratto            | Squadra             |
| Brandon Bass      | 2-anni a $6 milioni  | Boston Celtics      |
| Lou Williams      | 3 anni a $21 milioni | Toronto Raptors     |
| Metta World Peace | 1 anno               | Pallacanestro Cantù |

#### Trasferimenti
| Giocatore       | Contratto             | Squadra                |
| Ed Davis        | 3 anni a $20 milioni  | Portland Trail Blazers |
| Jeremy Lin      | 2 anni a $4,3 milioni | Charlotte Hornets      |
| Wesley Johnson  | 2 anni a $2,3 milioni | Los Angeles Clippers   |
| Wayne Ellington | 2 anni a $3 milioni   | Brooklyn Nets          |
| Jordan Hill     | 1 anno a $4 milioni   | Indiana Pacers         |
| Ronnie Price    | 1 anno a $1,5 milioni | Phoenix Suns           |